# Wiesenpark Oschersleben

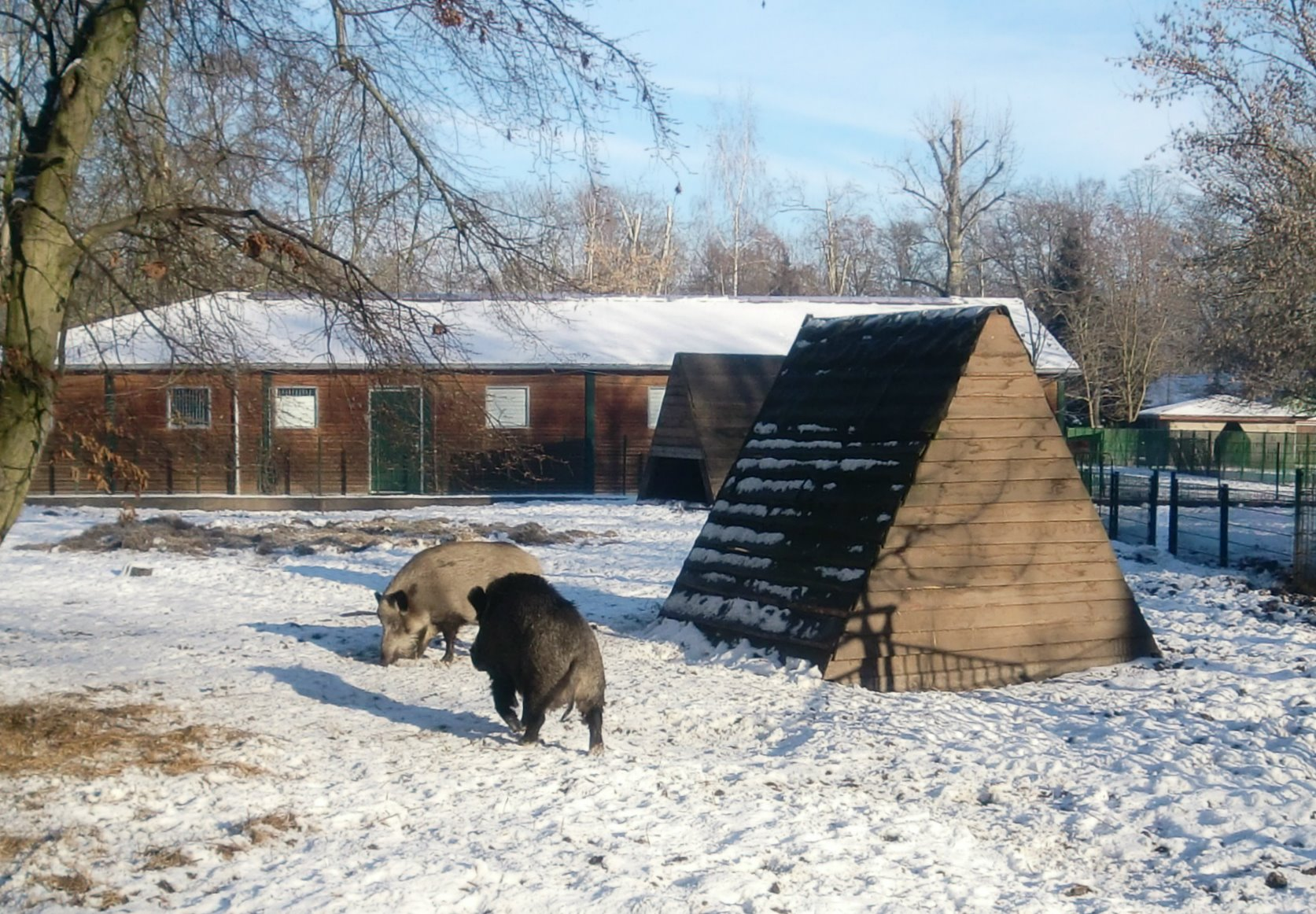
Wildschweingehege

Der Wiesenpark Oschersleben ist eine einen Tiergarten enthaltende Parkanlage in der Stadt Oschersleben (Bode) in Sachsen-Anhalt.
Der Park erstreckt sich entlang des Flusses Bode. Auf einer Fläche von etwa fünf Hektar werden ungefähr 250 Tiere gehalten. Die Parkanlage entstand Anfang des 20. Jahrhunderts. Um 1930 wurde dann ein Hirschgehege angelegt. Der Ausbau zum Tierpark begann ab 1979.
Der Tierbestand besteht aus Wildschweinen, Lamas, Stachelschweinen, Waschbären sowie Rot- und Damwild. Auch Kamerunschafe und Strauße sowie Pfaue und Papageien werden gehalten. Bemerkenswert ist eine in der Bode frei lebende Nutria-Kolonie. Weiterhin werden diverse Haustiere wie Hausesel, Hausschafe, Kaninchen, Hängebauchschweine, Zwergziegen und Meerschweinchen gehalten.
Für das Betreten des Parks wird kein Eintritt verlangt. Es besteht ein Streichelgehege, ein Spielplatz und eine Gaststätte.